# Bad-tibira
Bad-tibira (překládáno jako „zeď měděných dělníků“ nebo „pevnost kovářů“) bylo starověké sumerské město, které se nachází na sumerském královském seznamu. Dnes je identifikováno s telem arabsky zvaným Tell al-Madíneh. Jeho akkadský název je Dûr-gurgurri, řecky ho pak starověcí autoři jako Apollodóros z Athén a Béróssos nazývali Παντιβίβλος, což může být odvozeno z jiné verze sumerského jména, Patibira („kanál kovářů“).

## Historie

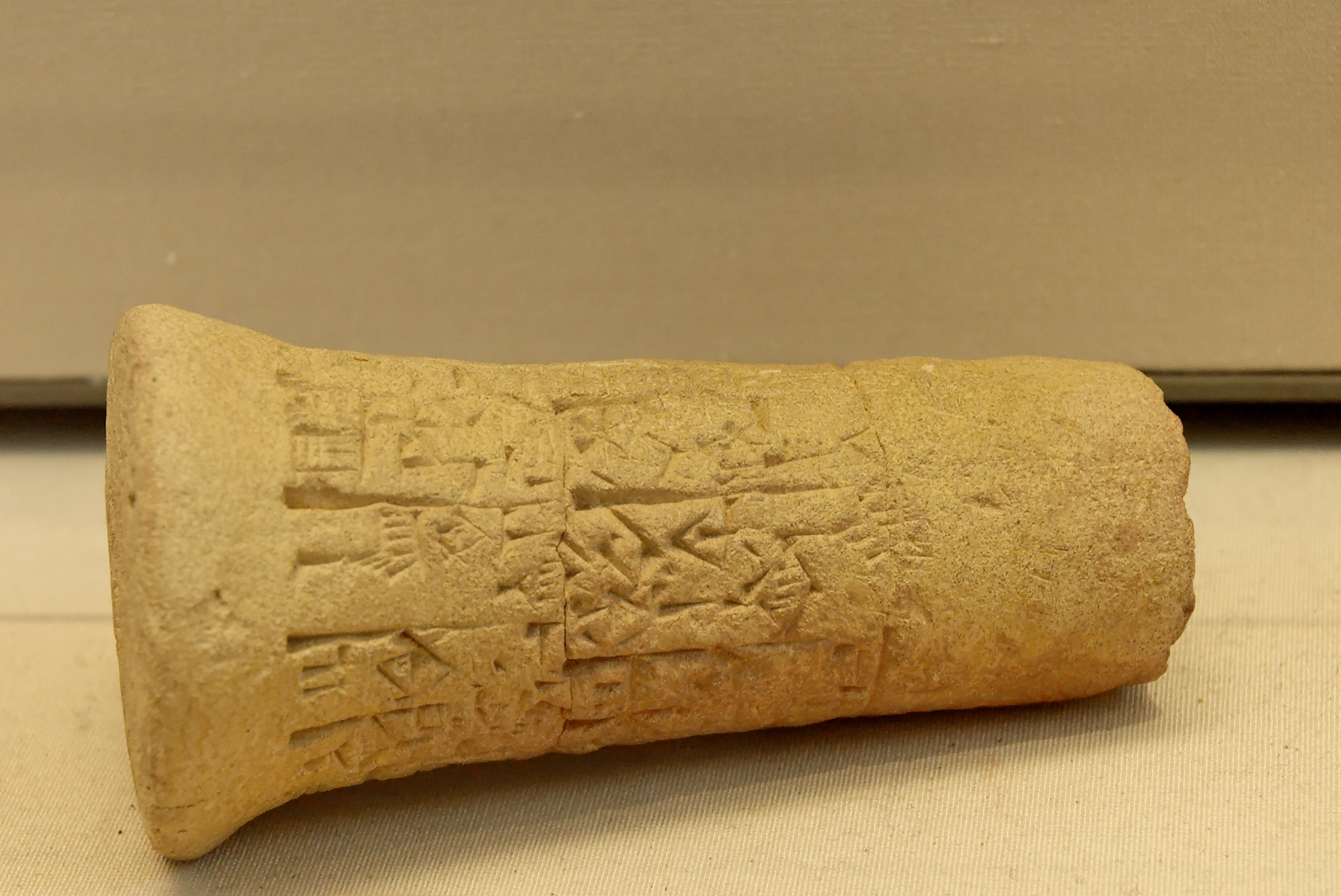
Hliněný kužel s nápisem o smlouvě mezi Entemenou a Lugal-kiniše-duduem (muzeum Louvre)

Podle sumerského královského seznamu byl poté, co Eridu padlo, královský majestát vzat do Bad-tibiry. V Bad-tibiře vládla po Eridu druhá předpotopní dynastie, ke které patřili tři králové: En-men-lu-ana, En-men-gal-anaa a Dumuzi Pastýř. V raném sumerském textu Sestup Inanny do podsvětí je zmiňován městský chrám, E-muš-kalama. Bad-tibira je také zmiňována na nápisech na hliněných kuželích, které zmiňují smlouvu mezi Entemenou, správcem Lagaše, a Lugal-kiniše-duduem, správcem Uruku. Entemena je zde identifikován jako zbudovatel chrámu E-muš zasvěceného Inanně a Dumuzimu.
Vlastnictví Bad-tibiry později přecházelo mezi Larsou, jejíž král Sín-Iddinam měl nechat kolem města postavit velké hradby, a Isinem, jehož král Lipit-Ištar zde měl nechat zbudovat „dům spravedlnosti“.